# Revelação progressiva (Bahá'í)
A Revelação Progressiva é uma ideologia exposta pela primeira vez por Bahá'u'lláh, fundador da religião Bahá'í.
A Revelação Progressiva consiste na ideia central de que todas as religiões provém de Deus, envolvendo um pacto entre Deus e a humanidade, denominada nos escritos bahá'ís como Convênio.
Os Bahá'ís acreditam que a cada época, conforme a pre-determinação de Deus, a humanidade recebe esses Educadores Universais, muito conhecidos como Profetas, Manifestantes ou Mensageiros de Deus.
As religiões reconhecida pelos Bahá'ís como divinamente reveladas são o Hinduísmo, o Judaísmo, Zoroastrismo, Budismo, Cristianismo, Islamismo, Fé Babí e Fé Bahá'í. Apesar da exposição direta dessas religiões como de caráter Divino, Bahá'u'lláh ensina que desde que existe humanidade, Deus tem enviado esses Seres Iluminados, portanto, essas religiões são as que existem até os dias de hoje, sendo que as mais antigas não tiveram registros adequados ou se perderam no tempo. O Sabeísmo é antiga que o Hinduísmo, embora não se tenha muitas referências a respeito, os bahá'ís também o consideram como divina.
| \| Mensageiro de Deus \| Religião \| Ano \| \| ----------------------- \| ------------ \| ---------- \| \| Nome perdeu-se no tempo \| Sabeismo \| 3.000 a.C. \| \| Krishna \| Hinduísmo \| 3.000 a.C. \| \| Abraão \| Judaísmo \| 2.000 a.C. \| \| Moisés \| Judaísmo \| 1.200 a.C. \| \| Buda \| Budismo \| 560 a.C. \| \| Zoroastro \| Zoroastrismo \| 630 a.C. \| \| Cristo \| Cristianismo \| 30 d.C. \| \| Maomé \| Islamismo \| 570 d.C. \| \| Báb \| Fé Babí \| 1844 d.C. \| \| Bahá'u'lláh \| Fé Bahá'í \| 1863 d.C. \| |              |            |
| Mensageiro de Deus | Religião     | Ano        |
| Nome perdeu-se no tempo | Sabeismo     | 3.000 a.C. |
| Krishna | Hinduísmo    | 3.000 a.C. |
| Abraão | Judaísmo     | 2.000 a.C. |
| Moisés | Judaísmo     | 1.200 a.C. |
| Buda | Budismo      | 560 a.C.   |
| Zoroastro | Zoroastrismo | 630 a.C.   |
| Cristo | Cristianismo | 30 d.C.    |
| Maomé | Islamismo    | 570 d.C.   |
| Báb | Fé Babí      | 1844 d.C.  |
| Bahá'u'lláh | Fé Bahá'í    | 1863 d.C.  |

## Os Profetas

### A distinção entre seres humanos e Profetas
'Abdu'l-Bahá em suas palestras, conduzia a relação que havia na espiritualidade com a as leis da natureza. Os bahá'ís então consideram que não estão criando uma realidade imaginária, mas comparando a realidade física à uma realidade espiritual superior.
Nessa lógica, os seres humanos, assim como os animais e as plantas são dotados de atributos divinos, mas em uma escala maior de qualidades, da mesma maneira, os Manifestantes ou Profetas são dotados de perfeições divinas, mas em uma escala de perfeição acima do reino humano.
'Abdu'l-Bahá dessa forma considera três realidades como pertencentes aos Profetas: a realidade física, a realidade individual (de uma alma racional), e a manifestação divina. A realidade física é a que constitui o corpo, formada pela composição de elementos, sendo assim sujeitos à decomposição; a realidade individual de um Manifestante se distingue da humana por ser santa, como se comparar a superfície do Sol, fonte de luz, à superfície da lua, receptora da luz do sol. E a realidade divina é a própria manifestação de Deus, ligada profundamente à realidade individual de um Profeta.

### Duas categorias de Profetas
| “ | Universalmente os Profetas são de duas espécies: os independentes, com seguidores, e os dependentes, seguindo os primeiros. | ” |

Os Profetas independentes, de acordo com os escritos Bahá'ís, são Aqueles que estabelecem a base de uma nova religião, trazendo novos ensinamentos em um novo Livro, não possuem intermediários, sendo que Sua própria essência reflete Àquela de Deus, pois de acordo com os ensinamentos bahá'ís, não há outro modo do ser humano reconhecer a Deus se não for através de Seus Manifestantes. São considerados Educadores Universais, aparecem em épocas pre-determinadas e enfrentam grande resistência de seus opositores, são sempre perseguidos e quase sempre mortos por seus ideais, fazem predições ou profecias, convidam Seus seguidores a testarem Sua verdade e não possuem poder material.
Os dependentes são apoiadores dos independentes, proclamam a Causa do Profeta, mas não possuem poder próprio, recebendo as graças através do Profeta - como a lua recebe a luz do sol. Esses profetas não criam ou estabelecem uma nova religião, como é o caso de Daniel do Velho Testamento, que previu com precisão de números acontecimentos como a crucificação de Cristo ou Seu retorno,   Syyid Kázim que preparou muitas pessoas para a vinda do Prometido.

### A "volta" anunciada
| “ | Ao semear-se esta, a segunda semente, cresce uma árvore, e mais uma vez temos ramos, folhas, flores e frutos - uma árvore perfeita. Visto ter sido o começo uma semente, e o fim também uma semente, dizemos que a semente voltou. Se contemplarmos a árvore em si, veremos que é outra mas se considerarmos suas flores, suas folhas e seus frutos, perceberemos a mesma fragrância, a mesma delicadeza, e o mesmo gosto. Voltaram, pois, as perfeições da árvore. | ” |

O retorno ou "volta" anunciada pelos Profetas, de acordo com os ensinamentos Bahá'ís, tem sempre se cumprido e frequentemente negado pelos povos. Bahá'u'lláh, assim como os outros Manifestantes de Deus, alertam a humanidade sobre a falta de compreensão em relação ao cumprimento das profecias. Muitos expositores Bahá'ís procuram explicar usando e comparando as profecias, por exemplo, Moisés teria dito:

"O Senhor teu Deus te levantará um Profeta, como eu, de tua nação, e d'entre teus irmãos: a Ele ouvireis." Deuteronômio 15:15

Para os Cristãos, esse Profeta é o próprio Jesus Cristo, no qual, em Seu Ministério alertou aos que não O reconheceram:

"Pois se tivésseis acreditado em Moisés, acreditaríeis em mim, pois ele escreveu a meu respeito." João 5:46

Não obstante, Cristo teria feito também Sua promessa:

"Tenho ainda muitas coisas para vos dizer, mas vós não podeis suportá-las agora. Quando vier, porém, aquele Espírito da Verdade, ele vos guiará em toda a verdade." João 15:12-13

Para os Bahá'ís, o Espírito da Verdade está manifesto em Bahá'u'lláh, no qual, em Seu Ministério alertou:

"Não ouvistes o que disse Jesus, O Espírito de Deus...? Ele disse: "Quando Ele, o Espírito da Verdade, vier, Ele vos guiará em toda a verdade." 
"Mostrai aquilo que foi declarado pelo Orador da Montanha (Jesus Cristo) e rendei justiça nos atos." 

Os Bahá'ís acreditam no cumprimento dessas Profecias, principalmente no caráter espiritual ao literal, ou seja, o retorno trata-se da volta das essências espirituais antes manifestadas, que devido ao tempo se tornaram obscuras, tendo necessidade de renovação. Por esse motivo expositores Bahá'ís, ao elaborar argumentos, dão ênfase sobre a frase: "Por seus frutos os conhecereis" - proferida por Jesus Cristo - esses frutos simbolizam as "essências espirituais" supracitadas.

## Ciclos Universais
Adicionalmente à ideia da religião ser revelada progressivamente pelo mesmo Deus através de diferentes Manifestantes/Profetas, na literatura Bahá'í também encontra-se a ideia de um ciclo universal, representando uma série de dispensações, sendo usada para categorizar a história e a evolução social em períodos. Sendo esta uma exposição adicional ao da revelação progressiva, sendo atualmente compreendida dois ciclos.
A ciclo Adâmico, ou ciclo Profético que se inicia há aproximadamente 6000 anos com um Manifestante de Deus referido em várias sagradas escrituras como Adão, terminando com a dispensação de Maomé. Neste ciclo, de acordo com os ensinamentos Bahá'ís, as Manifestações de Deus avançaram a civilização humana em intervalos através da revelação progressiva.
Na crença Bahá'í, é considerado o ciclo Bahá'í, iniciado pelo Báb e incluindo Bahá'u'lláh, que abrangerá ainda um longo período de tempo com a revelação de numerosos Manifestantes de Deus. Muito se encontra nos textos Bahá'ís a razão desta época ser considerada um novo período, é a relação que diz respeito à unidade do gênero humano, motivado pelo amadurecimento da humanidade. Como se comparar a humanidade a um ser humano que passa por vários períodos, passando inicialmente pela infância, prosseguindo pela transformação da adolescência, entrando na idade da maturidade e finalmente atingido o grau de adulto. Esses períodos humanos podem assim ser comparados aos períodos estabelecidos na Fé Bahá'í, sendo apenas uma analogia, não possuindo relação idêntica ao desenvolvimento de um indivíduo.